# Харламов Віктор Георгійович
Ві́ктор Гео́ргійович Харла́мов (нар. 30 травня 1952, Чистякове) — український політик, депутат, майстер спорту по боротьбі, поет.

## Життєпис
Народився 30 травня 1952 року в місті Чистякове (з 1840 — Олексієве-Леонове, з 1868 до 1964 — Чистякове, з 1964 до 2016 — Торез)
Батько — Георгій Юхимович, працював шахтером на шахті № 3 ГХК «Добропілля-вугілля», мати — Ганна Прокопівна — працювала судовим виконавцем Добропільського народного суду Донецької області.

### Освіта
Вищу освіту здобув у Дніпропетровському сільськогосподарчому інституті, зараз Дніпропетровський державний аграрно-економічний університет (ДДАЕУ), де з відзнакою отримав кваліфікацію «Вчений-агроном». У 1974 році рекомендований вченою Радою інституту до вступу в аспірантуру: кафедра «Селекції та насінництва». Науковий керівник аспіранта В. Г. Харламова — професор ДСХІ — ДДАЕУ І. А. Лук'яненко.
З 1995 р. навчався в Національній Харківській Юридичній Академії ім. Ярослава Мудрого (з 04.12.2013 р. — НЮУ ім. Ярослава Мудрого), здобув (06. 02. 2006 р.) кваліфікацію юриста державно — правової спеціалізації.
1974—1975 р.р. проходив службу в лавах Радянської Армії.

### Трудова діяльність
1967—1968 р.р. — робітник Шахти 1-2 «Добропільвугілля» (з 1997 р. — Шахта «Алмазна» ТОВ «ДПЕК Добропіллявугілля»)
1975—1978 р.р. — агроном радянської України: село Слов'янка, Межівського району Дніпропетровської області.
З 1978 р. головний агроном радгоспу ім. Петровського: с. Зоряне, Межівського району Дніпропетровської обл., (площа угідь — 19 979 га).
З 20 грудня 1985 р. голова колгоспу «13-річчя Жовтня» Межівського району.
З 11 травня 1994 року Депутат Верховної Ради 2-го скликання. Член Комітету з питань правової політики і судово-правової реформи. Автор норм Закону «Про оренду землі» (Ст. 19 про оренду землі терміном на 49 років), та деяких статей Законів: «Про Конституційний Суд України», «Про Кабінет Міністрів України».
Має подяку Всесвітнього Конгресу Українських Юристів за ухвалення, вперше, в національній історії України, Конституції України 28 червня 1996 р.
1995 рік, серпень, — Республіка Ліван, — в складі офіційної Державної делегації України, відкривав Посольство України в Бейруті.
Член групи «Єдність» до квітня 1998 року.
Проходив стажування в США по курсу «Розвиток управління в с/г», навчався у Центрі політичного і дипломатичної освіти, Parliament of the United Kingdom of Great Britain and Northern Ireland; European Bank for Reconstruction and Development, EBRD; Лондон.
Отримав Сертифікати — «Управління с/г виробництвом в умовах переходу до ринкової системі управління» в Берліні, Угорщині;
З 22 травня по 6 червня навчався у США / United States Congress, the Economics and Statistics Administration, ESA, world bank, Washington, US Agency for International Development DC USA, University of Kentucky, /
1998—2010 рік — Держрезерв ВРУ (кандидат на посаду Головного консультанта Комітету з питань АПК).
2001—2008 р. — Секретар СДПУ(о) Межівського району.
1998—2018 р. р. — Радник директора СТОВ «ЄДНІСТЬ», ТОВ «ВЕКТОР Х» з юридичних питань.
Пенсіонер з 2010 року (пенсія призначена за особливі заслуги перед Україною).

### Досягнення
- Державний службовець першого рангу.
- «Заслужений працівник сільського господарства України».
- Народний депутат Верховної Ради України 2-го скликання.
- Грамота Верховної Ради України.
- Ювілейна медаль «10 років незалежності України».
- Засновник ТОВ «ВЕКТОР Х», ТОВ «ЄДНІСТЬ».
- "Майстер спорту СРСР з вольної боротьби, К. М.С. — по самбо і дзюдо, кандидат в Олімпійську збірну СРСР 1975 року.
- Член Національної спілки журналістів України.
- Член Конгресу Літераторів України та Всеукраїнського Союзу Письменників — Мариністів України.
- В складі Державної делегації України, у серпні 1995 р. відкривав посольство України у Бейруті (Ліван; керівник Державної Делегації України — Дьомін Олег)

### Творча діяльність
Автор більше 80 поетичних збірок, серед яких «Іконостас долі», «Біном Нефертіті», «Проліски натхнення», «Сольфеджіо життя» та «Бісектриса часу», «Избранное», «Политический гамбит», «Гипербола счастья», «Крымская осень», «К. Марло В. Шекспір Сонети», вірші та проза автора присвячені Україні, її державному встановленню, та політичним особливостям теперішнього і майбутнього України. Книги автора були прийняті бібліотеками Президента Російської Федерації, Верховної Ради України, знайомі читачам Польщі, Канади, Росії, Ірландії.
У співавторстві з професором І. А. Лук'яненко (видавництво «Промінь» 1976 р.) — книга «Культура картоплі в Степах України».
Присвячуючи одну з своїх книг Братерству України — Русі Віктор Георгійович пише: «В політиці зневагу чують з національним злом невдах… Бог, Русь єдина(!): не зруйнують братерства тінню на вустах!»
Інтереси — поезія та живопис. 17 грудня 2011 року номінований конкурсною комісією порталу «Стихи.ру» на премію «Поэт года». Новий 2015 рік автор зустрів з черговими досягненнями в літературі. Загальна кількість виданих книг перевищила 80 найменувань (всього Харламову Віктору належить більше 15 тисяч віршів). У 2014 році видавництво «Каштан» м. Донецьк надруковано другий том «Вибраних творів» Віктора Георгійовича, в якому є окремі Сонети В. Шекспіра російською та українською мовами. У 2017 році, МП «Леся», м. Київ надрукувало книги Сонетів з подвійним авторством — К. Марло В. Шекспіра, тому що автор-перекладач В. Харламов, ще до публікацій у часописі «Guardian» 2016 року, мав на це власні юридичні підстави.
Переклав на російську та українську мови всі 154 сонета К. Марло В. Шекспіра (вважаючи Крістофера Марло, та ще 6 — 8 співавторів, серед яких була жінка — поетеса графиня Сідні Ретленд). У видавництві «Леся» м. Київ; 2015 рік надрукована книга «Вільям Шекспір — Сонети», 2017 рік, українською та російською мовами, В. Г. Харламов публікує книги: «К. Марло В. Шекспір Сонети».